# Liste der Biografien/Niel
Liste der Biografien |
Portal Biografien |
Personensuche
# |
A |
B |
C |
D |
E |
F |
G |
H |
I |
J |
K |
L |
M |
N |
O |
P |
Q |
R |
S |
T |
U |
V |
W |
X |
Y |
Z |
?
 
Na |
Nb |
Nc |
Nd |
Ne |
Nf |
Ng |
Nh |
Ni |
Nj |
Nk |
Nl |
Nm |
Nn |
No |
Nr |
Ns |
Nt |
Nu |
Nv |
Nw |
Nx |
Ny |
Nz
 
Nia |
Nib |
Nic |
Nid |
Nie |
Nif |
Nig |
Nih |
Nii |
Nij |
Nik |
Nil |
Nim |
Nin |
Nio |
Nip |
Niq |
Nir |
Nis |
Nit |
Niu |
Niv |
Niw |
Nix |
Niy |
Niz
 
Nieb |
Niec |
Nied |
Nief |
Nieg |
Nieh |
Niej |
Niek |
Niel |
Niem |
Nien |
Niep |
Nier |
Nies |
Niet |
Nieu |
Niev |
Niew
Die Liste der Biografien führt alle Personen auf, die in der deutschsprachigen Wikipedia einen Artikel haben. Dieses ist eine Teilliste mit 300 Einträgen von Personen, deren Namen mit den Buchstaben „Niel“ beginnt.

## Niel
- Niel, Adolphe (1802–1869), Marschall von Frankreich und Kriegsminister
- Niel, Cornelis Bernardus van (1897–1985), niederländisch-US-amerikanischer Mikrobiologe
- Niel, Fernand (1903–1985), französischer Schriftsteller
- Niel, Herms (1888–1954), deutscher Komponist von Marschmusik
- Niel, Paul, österreichischer Investor, Expeditionsleiter, Abenteurer und Vortragsredner
- Niel, Xavier (* 1967), französischer UnternehmerXavier Niel (* 1967)

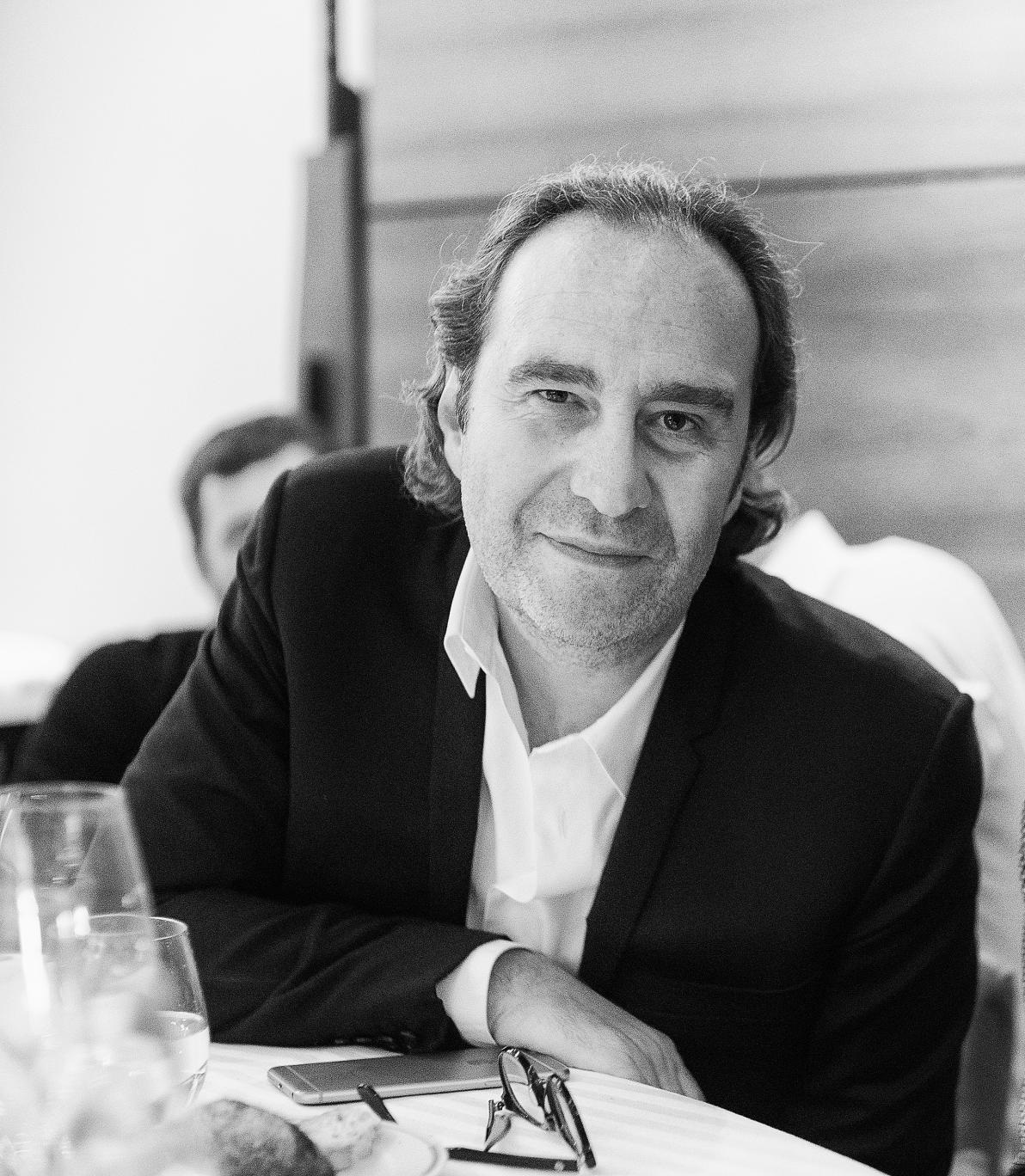
Xavier Niel (* 1967)

### Niela
- Nielaba, Henryk (* 1933), polnischer Fechter
- Nieland, Hans (1885–1946), deutscher Mineraloge, Hochschullehrer und Marineoffizier
- Nieland, Hans (1900–1976), deutscher Politiker (NSDAP), MdR und Oberbürgermeister der Stadt Dresden
- Nieland, Iris (* 1960), deutsche Politikerin (AfD)
- Nieland, Ludwig (* 1867), deutscher Reichsgerichtsrat
- Nieland, Nick (* 1972), britischer Speerwerfer

### Nielb
- Nielbock, Ralf (* 1954), deutscher Geologe und Paläontologe

### Niele
- Nielebock, Friedrich (1881–1962), deutscher Offizier
- Nielebock, Henry (* 1943), deutscher Architekt und Filmproduzent
- Nielebock, Lisa (* 1978), deutsche Theaterregisseurin
- Nieleck, Dirk (* 1968), deutscher Eishockeytorwart
- Nieleck, Lennard (* 2004), deutscher Eishockeyspieler
- Nielen, Josef Maria (1889–1967), deutscher katholischer Theologe

### Nieli
- Nieling, Karl, deutscher Turner
- Nieling, Melle (* 1995), niederländischer bildender Künstler

### Niell
- Niell, Gabriel (1941–2013), argentinischer Radrennfahrer
- Niellius, Carolus (1576–1652), niederländischer Remonstrant

### Niels
- Niels († 1134), König von Dänemark
- Níels Hafsteinsson (* 2004), isländischer Eishockeyspieler
- Niels Poulsen (* 1960), dänischer Radrennfahrer
- Niels, Charlotte Wilhelmine (1866–1943), deutsche Malerin
- Niels, Louis-Georges (1919–2000), belgischer Bobsportler
- Niels, Sabine (* 1973), deutsche Politikerin (Bündnis 90/Die Grünen), MdL

#### Nielsc
- Nielsch, Astrid (* 1967), deutsche Harfenistin
- Nielsch, Kornelius (* 1973), deutscher Physiker

#### Nielse

##### Nielsen

###### Nielsen D
- Nielsen Dann, Frode (1892–1984), dänischer Maler, Kunstlehrer und Kunstkritiker

###### Nielsen V
- Nielsen Vestmark, Valdemar (1897–1986), dänischer Landwirt und Schriftsteller

###### Nielsen, A
- Nielsen, Agnes (1894–1967), deutsche Politikerin (KPD), MdL
- Nielsen, Agnethe (1925–2011), grönländische Politikerin (Atassut) und Frauenrechtlerin
- Nielsen, Alex (* 1967), dänischer Fußballspieler
- Nielsen, Allan (* 1971), dänischer Fußballspieler und -trainer
- Nielsen, Amaldus (1838–1932), norwegischer Maler
- Nielsen, Anders, dänischer Badmintonspieler
- Nielsen, Anders Peter (1867–1950), dänischer Sportschütze
- Nielsen, Anders Ward (1967–2010), englischer Badmintonspieler
- Nielsen, Andreas (1883–1958), deutscher Politiker (SPD), MdL
- Nielsen, Andreas (1899–1957), deutscher Generalleutnant der Luftwaffe
- Nielsen, Andreas (1910–1993), grönländischer Richter und Landesrat
- Nielsen, Andreas (* 1996), dänischer E-Sportler
- Nielsen, Andrew (* 1996), kanadischer Eishockeyspieler
- Nielsen, Annesofie Hartmann (* 2000), dänische Diskuswerferin
- Nielsen, Anthon Wilhelm (1909–1982), dänischer Kaufmann
- Nielsen, Arne (* 1971), dänischer Schriftsteller
- Nielsen, Arthur C. (1897–1980), US-amerikanischer Marketingforscher
- Nielsen, Artur (1895–1988), dänischer Mittel- und Langstreckenläufer
- Nielsen, Asta (1881–1972), dänische SchauspielerinAsta Nielsen (1881–1972)

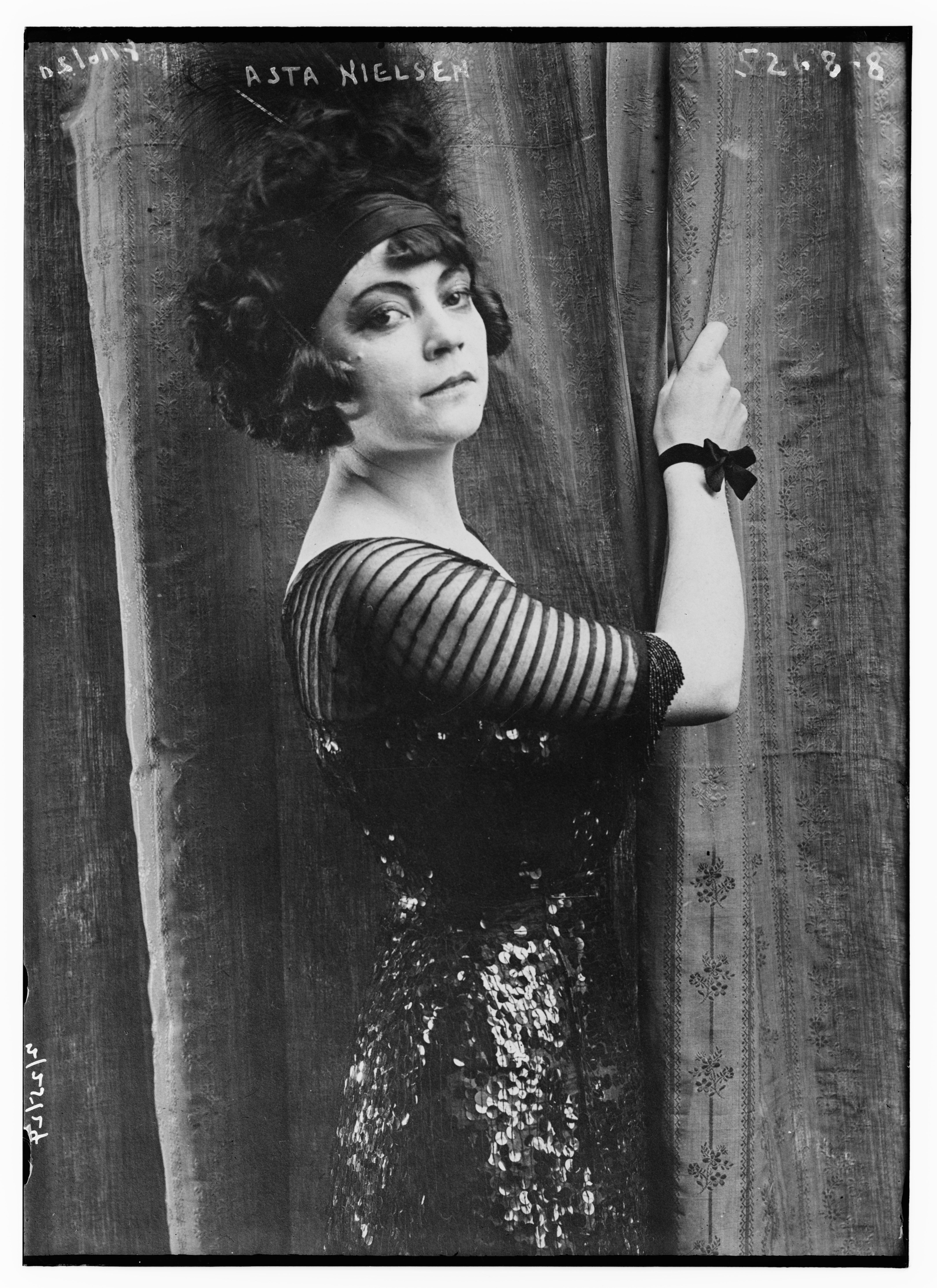
Asta Nielsen (1881–1972)

- Nielsen, Axel (1880–1951), dänischer Nationalökonom

###### Nielsen, B
- Nielsen, Barbara (* 1949), niederländische Schauspielerin
- Nielsen, Bárður (* 1972), färöischer Politiker des unionistischen Sambandsflokkurin
- Nielsen, Beate (* 1966), deutsche Politikerin (CDU), MdL
- Nielsen, Benny (* 1966), dänischer Schwimmer
- Nielsen, Bent Vinn (* 1951), dänischer Schriftsteller
- Nielsen, Bernd (1943–2003), deutscher Handballspieler
- Nielsen, Birthe (1926–2010), dänische Sprinterin
- Nielsen, Bjørn (1907–1949), dänischer Schachspieler
- Nielsen, Børge Saxil (1920–1977), dänischer Radrennfahrer
- Nielsen, Brian (* 1965), dänischer Boxer
- Nielsen, Brian (* 1987), dänischer Fußballspieler
- Nielsen, Brian Steen (* 1968), dänischer Fußballspieler
- Nielsen, Brigitte (* 1963), dänische Schauspielerin und SängerinBrigitte Nielsen (* 1963)

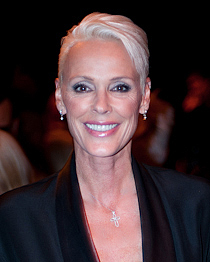
Brigitte Nielsen (* 1963)

- Nielsen, Britta (* 1954), dänische Beamtin

###### Nielsen, C
- Nielsen, Camilla (* 1972), dänische Malerin und Briefmarkenkünstlerin
- Nielsen, Carl (1865–1931), dänischer Komponist und Dirigent
- Nielsen, Carl (1930–1991), dänischer Ruderer
- Nielsen, Carsten (* 1955), dänischer Fußballspieler
- Nielsen, Casper (* 1994), dänischer Fußballspieler
- Nielsen, Chris (* 1980), kanadischer Eishockeyspieler
- Nielsen, Chris (* 1985), dänischer Basketballspieler
- Nielsen, Christian (1873–1952), dänischer Segler
- Nielsen, Christian (* 1974), dänischer Fußballtrainer
- Nielsen, Christiane (1936–2007), deutsche Schauspielerin
- Nielsen, Christina (* 1992), dänische Automobilrennfahrerin
- Nielsen, Claudia (* 1962), Schweizer Politikerin (SP)
- Nielsen, Claus (1938–2024), dänischer Entwicklungs- und Meeresbiologe
- Nielsen, Connie (* 1965), dänische SchauspielerinConnie Nielsen (* 1965)

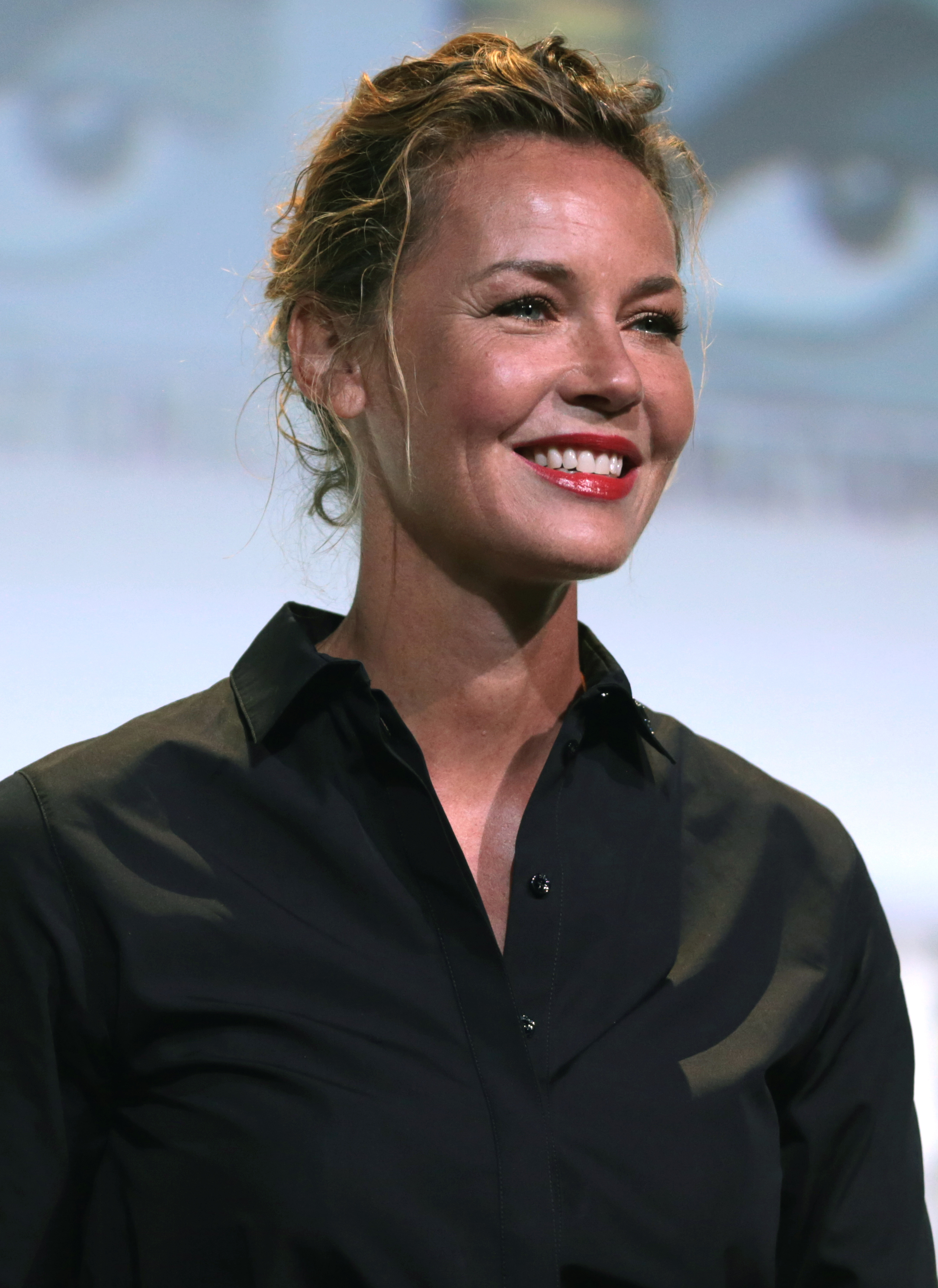
Connie Nielsen (* 1965)

###### Nielsen, D
- Nielsen, Dagny Mette (1909–1990), dänische Malerin
- Nielsen, Daniel (* 1980), dänischer Eishockeyspieler
- Nielsen, David (* 1976), dänischer Fußballspieler und -trainer
- Nielsen, Denis (* 1989), deutscher Springreiter
- Nielsen, Donald, Jr. (* 1951), US-amerikanischer Biathlet

###### Nielsen, E
- Nielsen, Ebbe Schmidt (1950–2001), dänischer Entomologe
- Nielsen, Eigil (1910–1968), dänischer Paläontologe
- Nielsen, Eigil (1948–2019), dänischer Fußballspieler
- Nielsen, Emil (* 1997), dänischer Handballspieler
- Nielsen, Erik (1924–2008), kanadischer Politiker

###### Nielsen, F
- Nielsen, Finn (1913–1995), dänischer Jurist, Beamter und Landshøvding von Grönland
- Nielsen, Finn (* 1937), dänischer Schauspieler und Tänzer
- Nielsen, Frans (* 1984), dänischer Eishockeyspieler
- Nielsen, Frederic W. (1903–1996), deutscher Schriftsteller und Übersetzer
- Nielsen, Frederik (* 1880), grönländischer Kaufmann und Landesrat
- Nielsen, Frederik (1905–1991), grönländischer Schriftsteller, Übersetzer, Lehrer, Intendant und Landesrat
- Nielsen, Frederik (* 1983), dänischer Tennisspieler
- Nielsen, Frida Sanggaard (* 1998), dänische Ruderin
- Nielsen, Friedrich Carl Ferdinand (1803–1882), deutscher Unternehmer, Bremer Firmengründer
- Nielsen, Frits (* 1953), dänischer Eishockeyspieler und -trainer

###### Nielsen, G
- Nielsen, Georg, dänischer Radrennfahrer
- Nielsen, Gerhard (1945–1970), dänischer Radrennfahrer
- Nielsen, Gunnar (1928–1985), dänischer Mittelstreckenläufer
- Nielsen, Gunnar (* 1986), färöischer Fußballtorhüter
- Nielsen, Gunnar Guillermo (* 1983), argentinischer Fußballspieler
- Nielsen, Gustav Lundholm (* 1998), dänischer Sprinter
- Nielsen, Gustavo (* 1962), argentinischer Architekt und Schriftsteller

###### Nielsen, H
- Nielsen, Hans, dänischer Komponist
- Nielsen, Hans (* 1891), grönländischer Kaufmann und Landesrat
- Nielsen, Hans (1899–1967), dänischer Boxer im Feder- und im Leichtgewicht
- Nielsen, Hans (1911–1965), deutscher Schauspieler und Synchronsprecher
- Nielsen, Hans (* 1959), dänischer Speedwayfahrer
- Nielsen, Hans Christian (1916–2004), dänischer Radrennfahrer
- Nielsen, Harald (1941–2015), dänischer Fußballspieler
- Nielsen, Harald Christian (1892–1977), dänischer Künstler
- Nielsen, Harald Herborg (1903–1973), US-amerikanischer Physiker
- Nielsen, Harry (* 1930), dänischer Ruderer
- Nielsen, Håvard (* 1993), norwegischer FußballspielerHåvard Nielsen (* 1993)

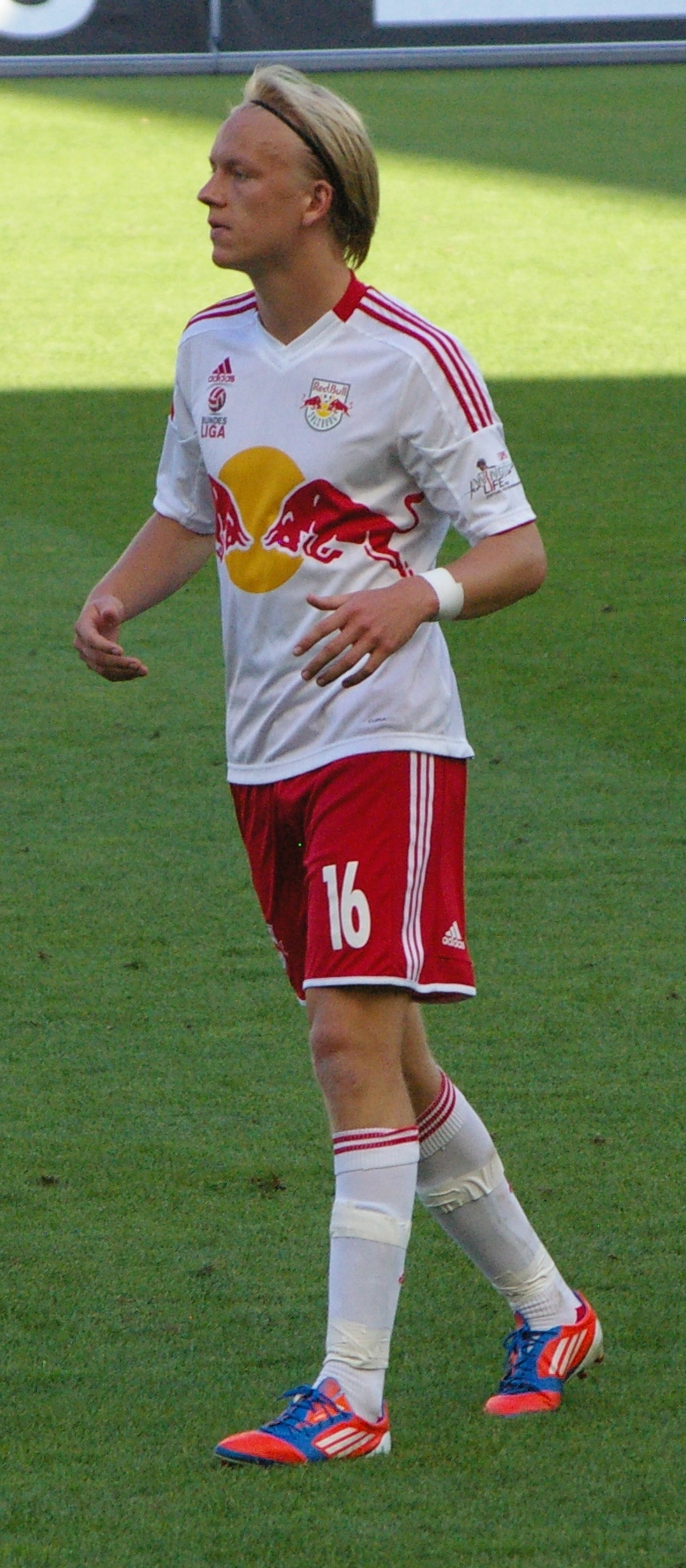
Håvard Nielsen (* 1993)

- Nielsen, Helen (1918–2002), US-amerikanische Journalistin und Schriftstellerin
- Nielsen, Helge (1918–1991), dänischer Gewerkschaftsfunktionär und Politiker (Socialdemokraterne), Mitglied des Folketing
- Nielsen, Helle (1946–2025), dänische Schauspielerin
- Nielsen, Helle (* 1981), dänische Badmintonspielerin
- Nielsen, Helle (* 1982), dänische Fußballspielerin
- Nielsen, Hendrik (1942–2022), grönländischer Politiker (Siumut)
- Nielsen, Henrik (1896–1973), norwegischer Turner
- Nielsen, Henry (1890–1967), dänischer Schauspieler
- Nielsen, Henry (1910–1958), dänischer Mittel- und Langstreckenläufer
- Nielsen, Hergeir (* 1949), färöischer Politiker (Tjóðveldisflokkurin)
- Nielsen, Holger Bech (* 1941), dänischer Physiker
- Nielsen, Holger K. (* 1950), dänischer Politiker der Sozialistischen Volkspartei (SF)
- Nielsen, Holger Louis (1866–1955), dänischer Sportler und Olympiateilnehmer

###### Nielsen, I
- Nielsen, Ida (* 1996), dänische Schauspielerin
- Nielsen, Ida Kristine (* 1975), dänische Bassistin, Songwriterin und SängerinIda Kristine Nielsen (* 1975)

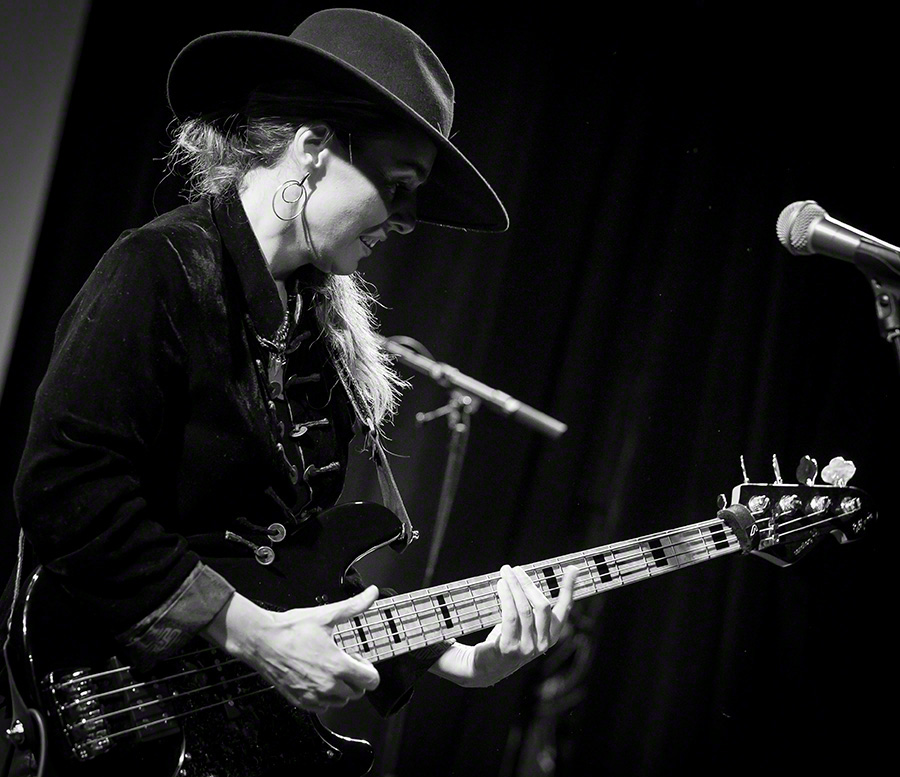
Ida Kristine Nielsen (* 1975)

- Nielsen, Inga (1946–2008), dänische Opernsängerin (Sopran)
- Nielsen, Ingar (1885–1963), norwegischer Segler
- Nielsen, Inge (* 1950), dänische Klassische Archäologin und Hochschullehrerin
- Nielsen, Isabella (* 1995), dänische Badmintonspielerin
- Nielsen, Ivan (* 1956), dänischer Fußballspieler
- Nielsen, Ivik (* 1998), grönländischer Tischtennisspieler

###### Nielsen, J
- Nielsen, Jack (1896–1981), norwegischer Tennisspieler
- Nielsen, Jacob (* 1978), dänischer Radrennfahrer und späterer Teamleiter
- Nielsen, Jaime (* 1985), neuseeländische Radrennfahrerin
- Nielsen, Jakob (1890–1959), dänischer Mathematiker
- Nielsen, Jakob (1910–1985), grönländischer Landesrat
- Nielsen, Jakob (* 1957), dänischer Schriftsteller, Redner und Berater im Bereich Software- und Webdesign-GebrauchstauglichkeitJakob Nielsen (* 1957)

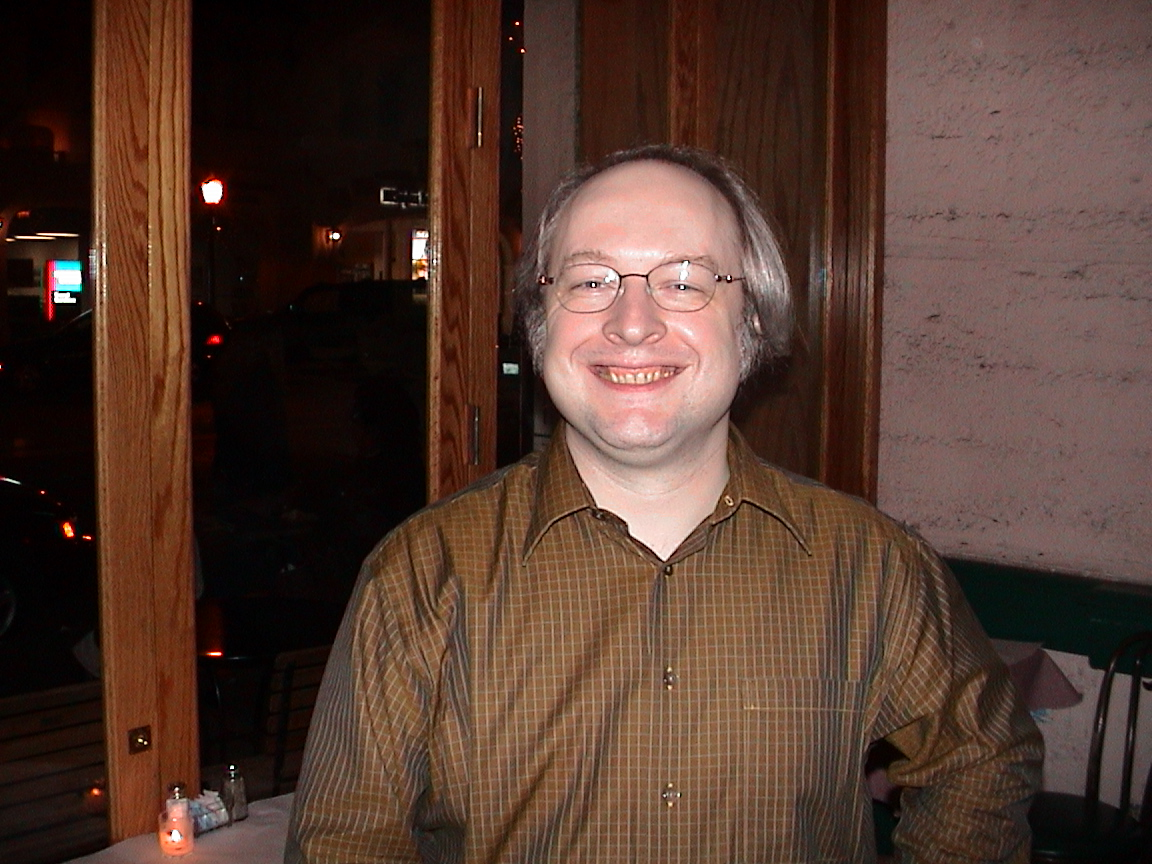
Jakob Nielsen (* 1957)

- Nielsen, Jakob Axel (* 1967), dänischer Politiker
- Nielsen, Jeff (* 1971), US-amerikanischer Eishockeyspieler
- Nielsen, Jens (* 1887), grönländischer Kaufmann und Landesrat
- Nielsen, Jens (1891–1978), dänischer Lehrer, Schulleiter und Maler
- Nielsen, Jens (1918–2018), dänischer Motorsportler
- Nielsen, Jens Frederik (* 1991), grönländischer Politiker (Demokraatit) und Badmintonspieler
- Nielsen, Jerri (1952–2009), US-amerikanische Ärztin, die am Südpol an Krebs erkrankte
- Nielsen, Jesper (* 1969), dänischer Unternehmer und Handballmäzen
- Nielsen, Jesper (* 1989), schwedischer Handballspieler
- Nielsen, Jimmy (* 1977), dänischer Fußballspieler und -trainer
- Nielsen, Jóanes (* 1953), färöischer Schriftsteller
- Nielsen, John (* 1956), dänischer Automobilrennfahrer
- Nielsen, Jon (* 1988), deutscher Teqballspieler
- Nielsen, Jørgen G. (* 1932), dänischer Ichthyologe und Meeresbiologe
- Nielsen, Jørgen-Ole Nyboe (1948–2016), dänischer Politiker (Demokraatit), Mitglied im grönländischen Parlament
- Nielsen, Jørn (* 1960), dänischer Rocker und Schriftsteller
- Nielsen, Jørn Skov (* 1960), dänischer Beamter
- Nielsen, Julius (* 2006), dänischer Fußballspieler

###### Nielsen, K
- Nielsen, Kai (1882–1924), dänischer Bildhauer
- Nielsen, Kari (* 1959), norwegische Fußballnationalspielerin
- Nielsen, Karl (1895–1979), dänischer Theologe, Lehrer, Debattenredner, Publizist, Autor, Leiter des Jugend-Europa-Hauses
- Nielsen, Karsten (* 1973), dänischer Ruderer
- Nielsen, Kaspar Colling (* 1974), dänischer Schriftsteller
- Nielsen, Kasper (* 1975), dänischer Handballspieler
- Nielsen, Kay Werner (1921–2014), dänischer Bahnradsportler
- Nielsen, Kent (* 1961), dänischer Fußballspieler und -trainer
- Nielsen, Kim, US-amerikanische Schauspielerin
- Nielsen, Kim Marius (* 1986), dänischer Bahn- und Straßenradrennfahrer
- Nielsen, Kim Milton (* 1960), dänischer Fußballschiedsrichter
- Nielsen, Kirk (* 1973), US-amerikanischer Eishockeyspieler
- Nielsen, Kirstjen (* 1972), US-amerikanische PolitikerinKirstjen Nielsen (* 1972)

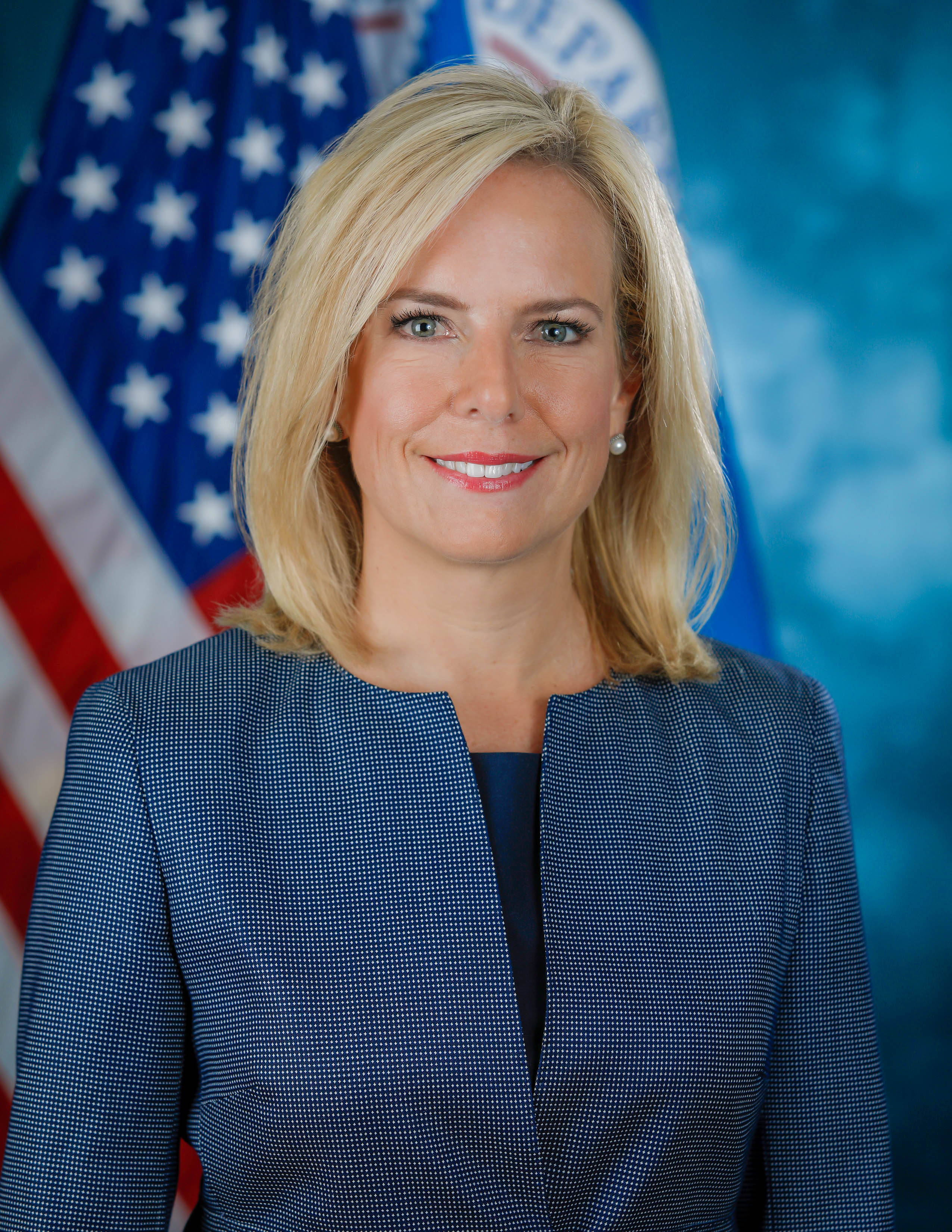
Kirstjen Nielsen (* 1972)

- Nielsen, Knud Aage (* 1937), dänischer Badmintonspieler
- Nielsen, Knud Axel (1904–1994), dänischer sozialdemokratischer Politiker, Abgeordneter und Minister
- Nielsen, Kristian (* 1985), dänischer Badmintonspieler
- Nielsen, Kristoffer (* 1985), dänischer Radrennfahrer
- Nielsen, Kurt (1930–2011), dänischer Tennisspieler

###### Nielsen, L
- Nielsen, Laila (* 1980), schweizerisch-deutsche Film- und Theaterschauspielerin
- Nielsen, Lara (* 1992), australische Hammerwerferin
- Nielsen, Lars (* 1960), dänischer Ruderer
- Nielsen, Lars Brian (1970–2022), dänischer Bahnradsportler und Sportdirektor
- Nielsen, Lars-Erik (* 1951), dänischer Unternehmer und Autorennfahrer
- Nielsen, Lasse (1950–2024), dänischer Regisseur und Drehbuchautor
- Nielsen, Laviai (* 1996), britische Sprinterin
- Nielsen, Lene (* 1986), dänische Curlerin
- Nielsen, Lene x. (* 1960), dänische Curlerin
- Nielsen, Leo (1909–1968), dänischer Radrennfahrer
- Nielsen, Leslie (1926–2010), kanadischer SchauspielerLeslie Nielsen (1926–2010)

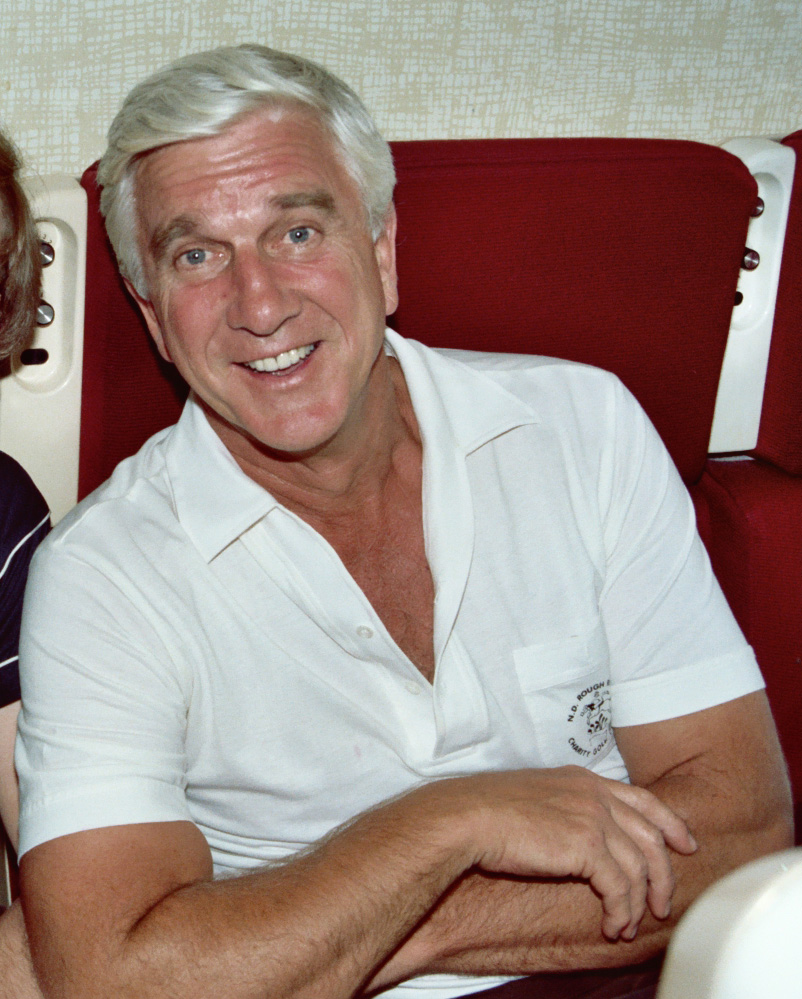
Leslie Nielsen (1926–2010)

- Nielsen, Lilli (1926–2013), dänische Psychologin und Autorin
- Nielsen, Lina (* 1996), britische Hürdenläuferin
- Nielsen, Ludolf (1876–1939), dänischer Komponist
- Nielsen, Ludvig (1906–2001), norwegischer Komponist und Organist
- Nielsen, Lukas (1884–1964), dänischer Turner
- Nielsen, Lykke (1946–2006), dänische Schauspielerin und Drehbuchautorin

###### Nielsen, M
- Nielsen, Madame (* 1963), dänische Performerin, Schauspielerin, Sängerin und AutorinMadame Nielsen (* 1963)

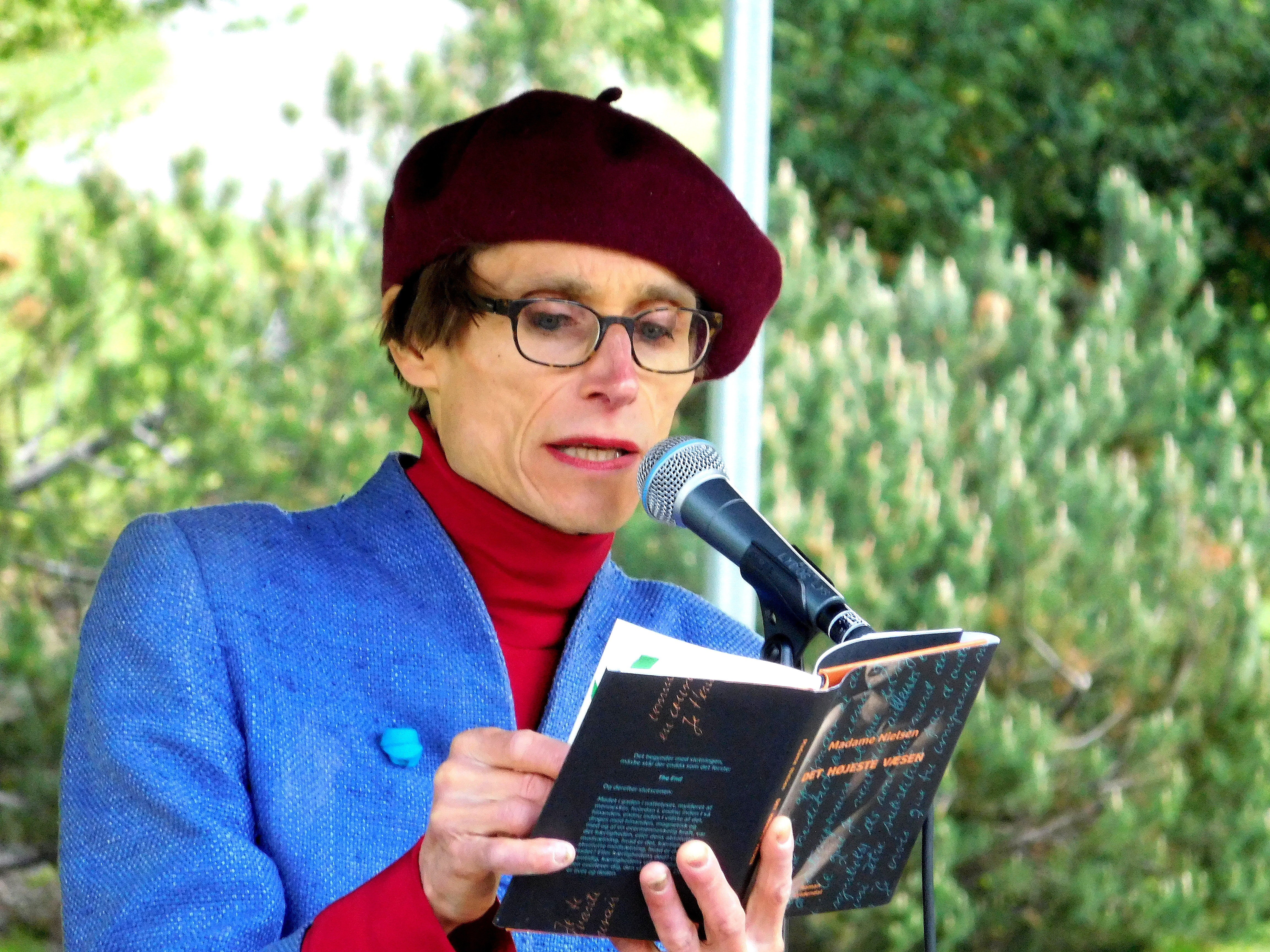
Madame Nielsen (* 1963)

- Nielsen, Mads (1879–1958), dänischer Schriftsteller und Apotheker
- Nielsen, Mads Ø. (* 1981), dänischer Handballspieler
- Nielsen, Maiken (* 1965), deutsche Journalistin und Autorin
- Nielsen, Maj (* 2002), deutsche Handballspielerin
- Nielsen, Maja (* 1964), deutsche Autorin
- Nielsen, Maja Stage (* 1988), dänische Triathletin
- Nielsen, Marie (1875–1951), dänische und internationale Politikerin und Frauenrechtlerin
- Nielsen, Mark, US-amerikanischer Filmproduzent
- Nielsen, Marthin Hamlet (* 1992), norwegischer Ringer
- Nielsen, Mathæus (1897–1947), grönländischer Landesrat
- Nielsen, Matthew (* 1978), australischer Basketballspieler
- Nielsen, Max (* 1963), dänischer Generalmajor
- Nielsen, Mette (* 1964), dänische Fußballspielerin
- Nielsen, Mette (* 1982), dänische Badmintonspielerin
- Nielsen, Mia (* 1987), dänische Badmintonspielerin
- Nielsen, Michael (* 1974), australisch-amerikanischer Mathematiker und Physiker
- Nielsen, Micki (* 1993), dänischer Boxer
- Nielsen, Mie Østergaard (* 1996), dänische Schwimmerin
- Nielsen, Mike (* 1961), irischer Jazz- und Improvisationsmusiker (Gitarre)
- Nielsen, Mikkel E.G. (* 1973), dänischer Filmeditor
- Nielsen, Monica (1937–2025), schwedische Schauspielerin und Sängerin
- Nielsen, Morten (* 1990), dänischer Fußballspieler

###### Nielsen, N
- Nielsen, Nettie (* 1964), dänische Badmintonspielerin
- Nielsen, Nick (* 1975), grönländischer Politiker und BergsteigerNick Nielsen (* 1975)

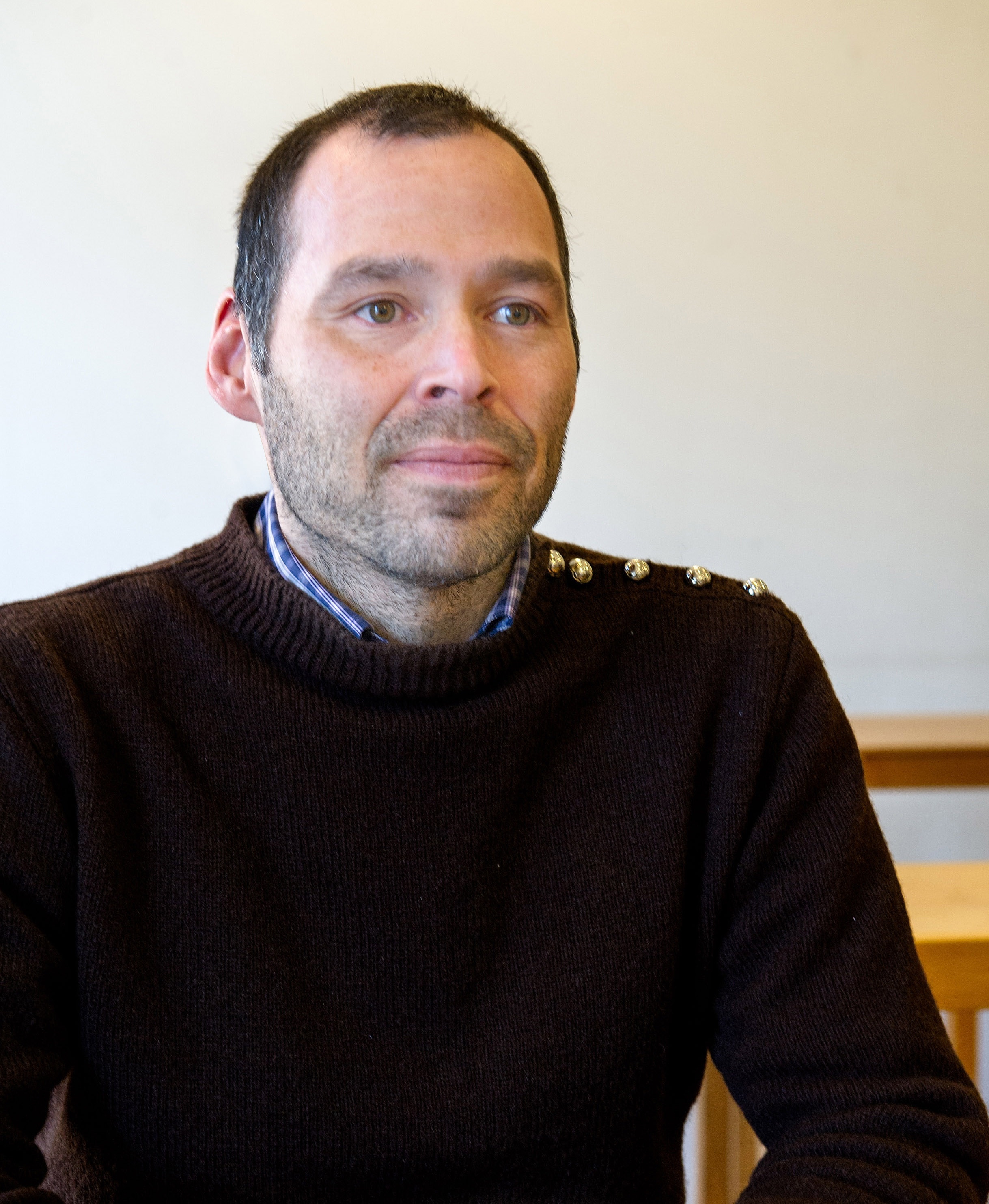
Nick Nielsen (* 1975)

- Nielsen, Nicki Bille (* 1988), dänischer Fußballspieler
- Nielsen, Nicklas (* 1997), dänischer Autorennfahrer
- Nielsen, Nicolaus (1806–1883), deutscher evangelischer Theologe
- Nielsen, Niels (1865–1931), dänischer Mathematiker
- Nielsen, Niels (1883–1961), norwegischer Segler
- Nielsen, Niels (1929–1999), grönländischer Politiker (Siumut)
- Nielsen, Niels Erik (1893–1974), dänischer Turner
- Nielsen, Niels Erik (1924–1993), dänischer Schriftsteller
- Nielsen, Niels Kristian (1897–1972), dänischer Turner
- Nielsen, Niels Laurits (1877–1946), dänischer Kaufmann und Maler
- Nielsen, Nielsine (1850–1916), dänische Ärztin und Frauenrechtlerin
- Nielsen, Nils (* 1971), dänischer FußballtrainerNils Nielsen (* 1971)

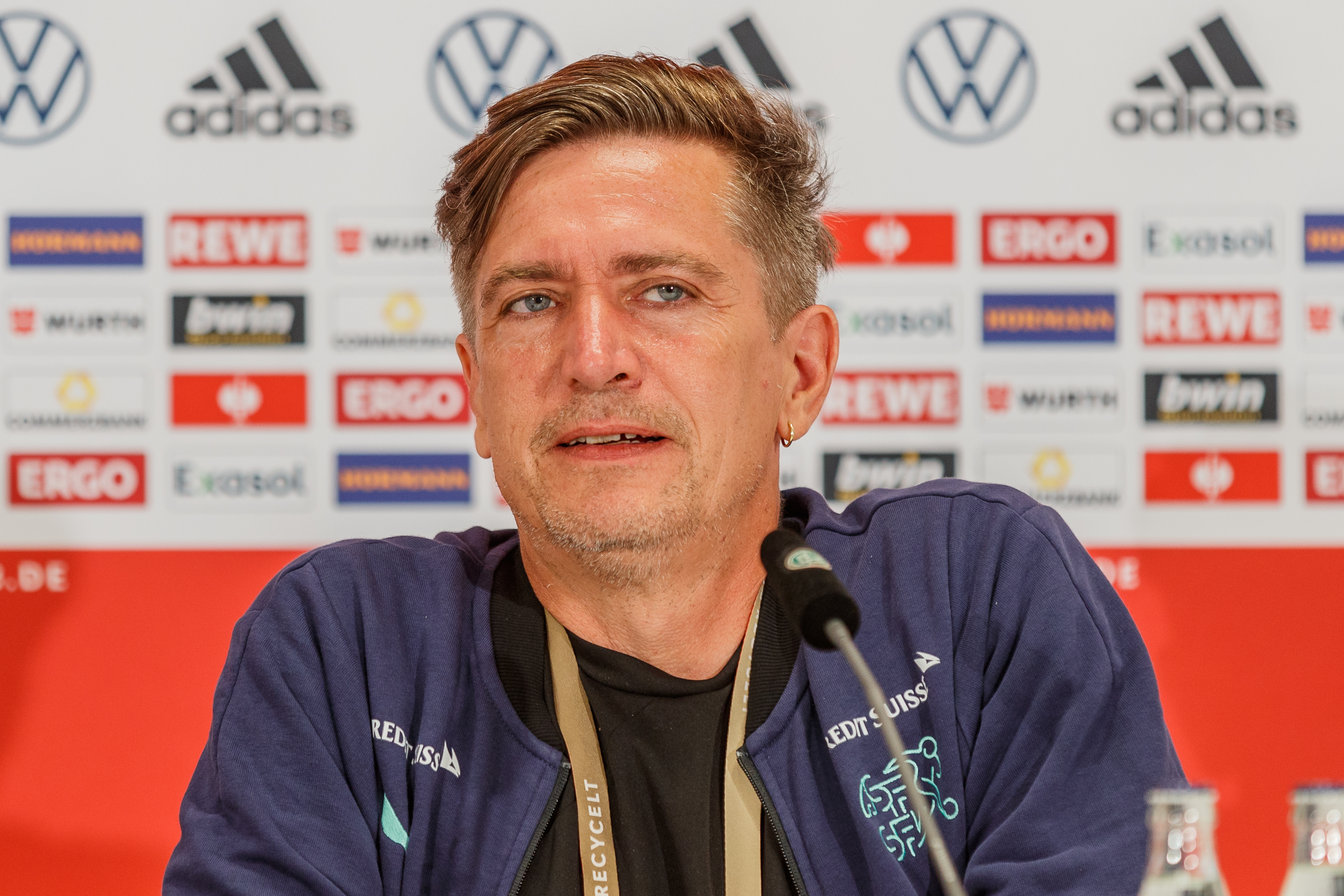
Nils Nielsen (* 1971)

- Nielsen, Nive (* 1979), grönländische Singer-Songwriterin und Schauspielerin

###### Nielsen, O
- Nielsen, Olaf (* 1935), dänischer Schauspieler
- Nielsen, Ole (* 1921), grönländischer Kaufmann und Landesrat
- Nielsen, Ole (* 1965), dänischer Bogenschütze
- Nielsen, Ole Steen (1940–1979), dänischer Filmeditor

###### Nielsen, P
- Nielsen, Patrick (* 1991), dänischer Boxer
- Nielsen, Pavia (* 1936), grönländischer Politiker (Siumut)
- Nielsen, Per (* 1954), dänischer Trompeter
- Nielsen, Per Tofte (* 1960), dänischer Schauspieler und Komiker
- Nielsen, Peter (* 1905), grönländischer Dolmetscher, Übersetzer, Richter und Landesrat
- Nielsen, Peter (* 1968), dänischer Fußballspieler
- Nielsen, Peter (* 1973), dänischer Poolbillardspieler
- Nielsen, Peter Heine (* 1973), dänischer Schachspieler
- Nielsen, Philip (* 1987), dänischer Radrennfahrer
- Nielsen, Pia (* 1956), dänische Badmintonspielerin
- Nielsen, Poul (1891–1962), dänischer Fußballspieler
- Nielsen, Poul Vagn (* 1916), dänischer Badmintonspieler
- Nielsen, Poul-Erik (1931–2023), dänischer Badmintonspieler

###### Nielsen, R
- Nielsen, Ragna (1845–1924), norwegische Pädagogin, Schulleiterin, Publizistin, liberale Politikerin und Frauenrechtlerin
- Nielsen, Rasmus (* 1983), dänischer Squashspieler
- Nielsen, Renata (* 1966), dänische Leichtathletin
- Nielsen, Riccardo (1908–1982), italienischer Komponist und Musikwissenschaftler
- Nielsen, Roy (1916–1945), norwegischer Widerstandskämpfer

###### Nielsen, S
- Nielsen, Sanna (* 1984), schwedische SängerinSanna Nielsen (* 1984)

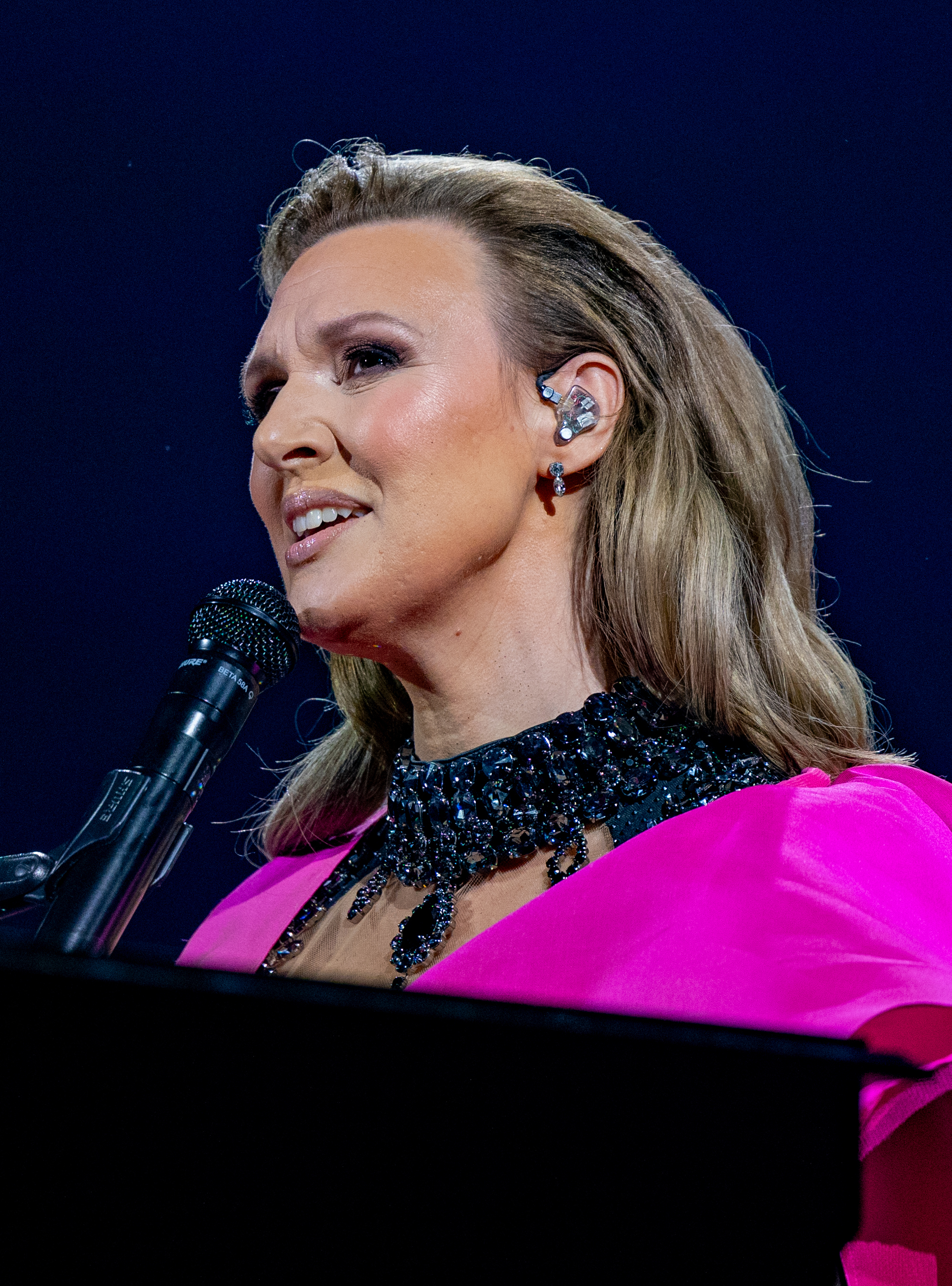
Sanna Nielsen (* 1984)

- Nielsen, Sherrill (1942–2010), US-amerikanischer Sänger
- Nielsen, Simon (* 1986), dänischer Eishockeytorwart
- Nielsen, Sivert (1823–1904), norwegischer Politiker, Mitglied des Storting, Stortingspräsident
- Nielsen, Sophus (1888–1963), dänischer Fußballspieler
- Nielsen, Søren (1861–1932), dänischer Kaufmann
- Nielsen, Søren B. (* 1970), dänischer Badmintonspieler
- Nielsen, Steven (* 1996), dänischer American-Football-Spieler
- Nielsen, Stig Østergaard (* 1954), dänischer Generalmajor
- Nielsen, Suzanne (* 1970), dänische Triathletin
- Nielsen, Sverri (* 1993), dänischer Ruderer

###### Nielsen, T
- Nielsen, Tage (1929–2003), dänischer Komponist
- Nielsen, Tage, dänischer Badmintonspieler
- Nielsen, Thor (* 1959), dänischer Kanute
- Nielsen, Tommy (* 1967), dänischer Radrennfahrer
- Nielsen, Torben (* 1945), dänischer Fußballspieler und -trainer
- Nielsen, Torkil (* 1964), färöischer Fußballspieler und Schachspieler
- Nielsen, Tove (1917–2002), dänische Schwimmerin
- Nielsen, Trine (* 1980), dänische Handballspielerin

###### Nielsen, U
- Nielsen, Uwe (* 1943), deutscher Autor und Regisseur für Funk, Fernsehen und Theater (Kabarett und Revuen)

###### Nielsen, V
- Nielsen, Villads (* 2005), dänischer Fußballspieler
- Nielsen, Ville Jais (1886–1949), dänische Malerin
- Nielsen, Volker (* 1964), deutscher Politiker (CDU), MdL

###### Nielsen, W
- Nielsen, Waldemar (1917–2005), US-amerikanischer Soziologe
- Nielsen, William Jøhnk Juel (* 1997), dänischer Schauspieler
- Nielsen, Willum, dänischer Radrennfahrer
- Nielsen, Wilma (* 2001), schwedische Leichtathletin
- Nielsen, Wolfgang (* 1950), deutscher Geschäftsführer einer Hilfsorganisation

###### Nielsen, Y
- Nielsen, Yngvar (1843–1916), norwegischer Historiker, Geograf und Politiker

###### Nielsen-M
- Nielsen-Mann, Charlotte (* 1958), dänische Fußballspielerin

###### Nielsen-S
- Nielsen-Sikora, Jürgen (* 1973), deutscher Historiker
- Nielsen-Stokkeby, Bernd (1920–2008), deutscher Journalist und Buchautor

#### Nielso
- Nielson (* 1989), niederländischer Singer-Songwriter
- Nielson, Howard C. (1924–2020), US-amerikanischer Politiker
- Nielson, Manfred (* 1955), deutscher AdmiralManfred Nielson (* 1955)

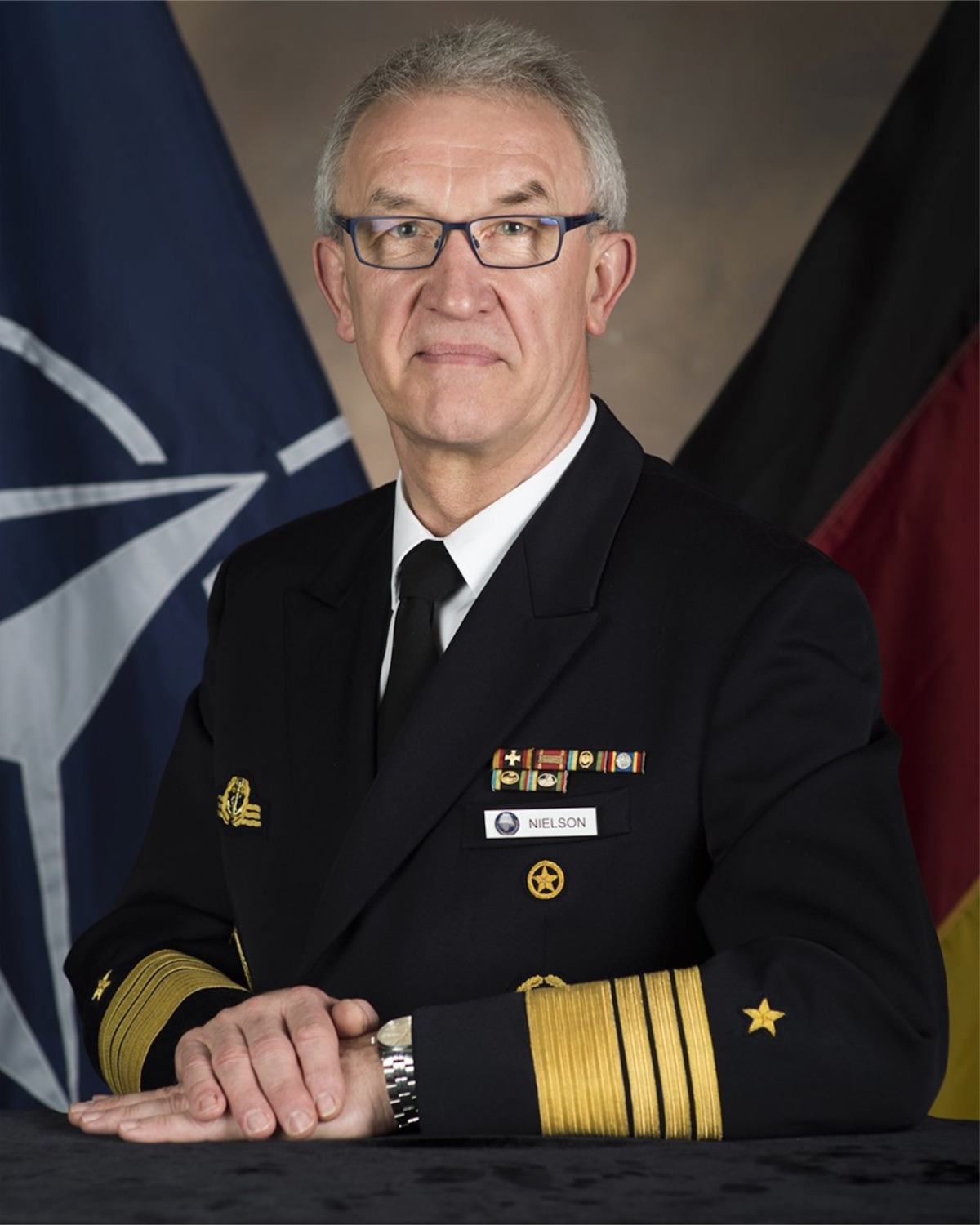
Manfred Nielson (* 1955)

- Nielson, Poul (* 1943), dänischer Politiker, Mitglied des Folketing

#### Nielss
- Nielssen, Clementine (1842–1928), österreichische Tier- und Stilllebenmalerin
- Nielssen, Johan (1835–1912), norwegischer Landschafts-, Marine- und Genremaler der Düsseldorfer Schule
- Nielsson, Arne (* 1962), dänischer Kanute
- Nielsson, Susanne (* 1960), dänische Schwimmerin
- Nielssøn, Tyge (1610–1687), Erster Buchdrucker Norwegens und Stammvater des Geschlechts Castberg